# Mesquita de Bayezid

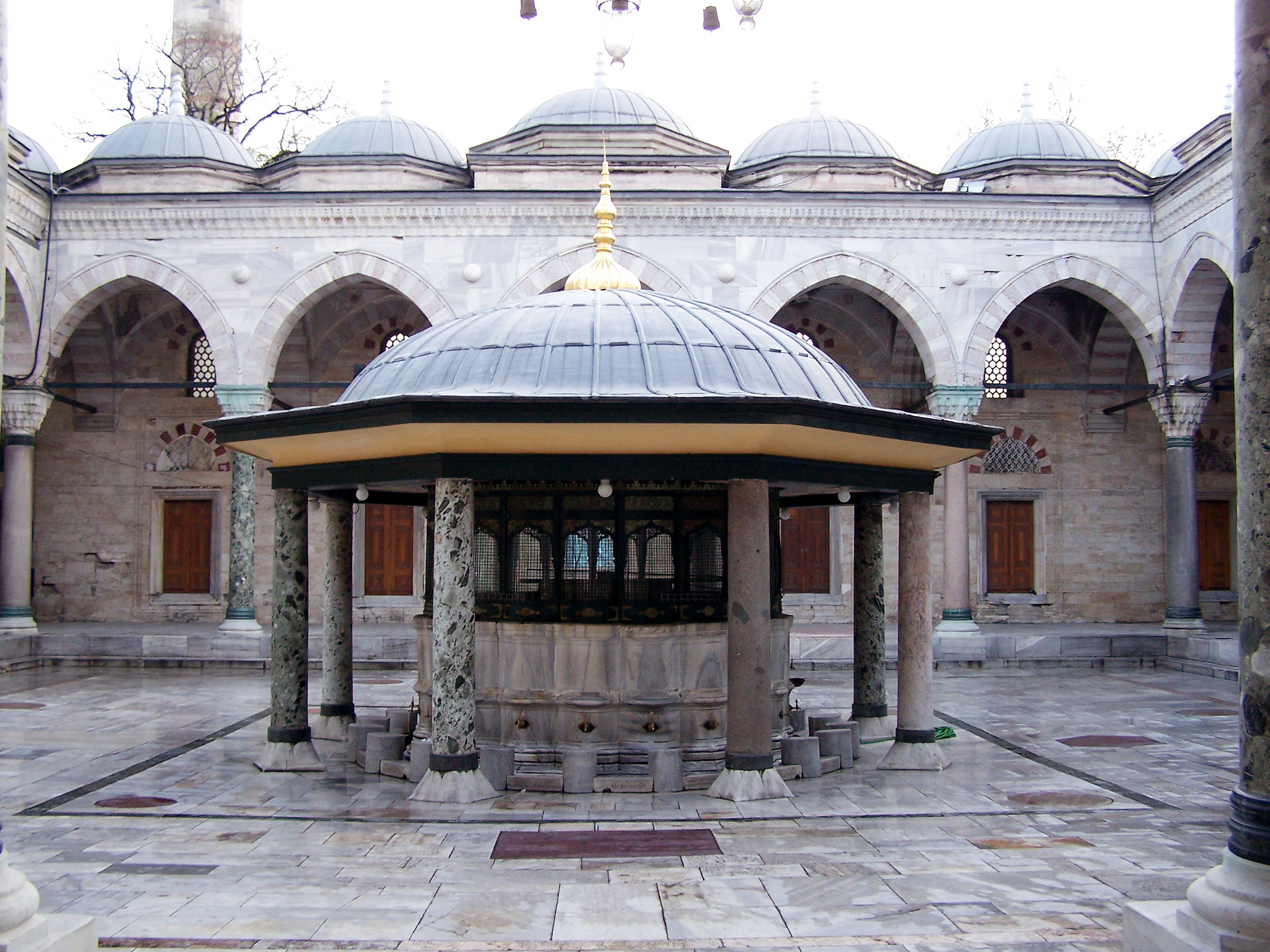
Pati

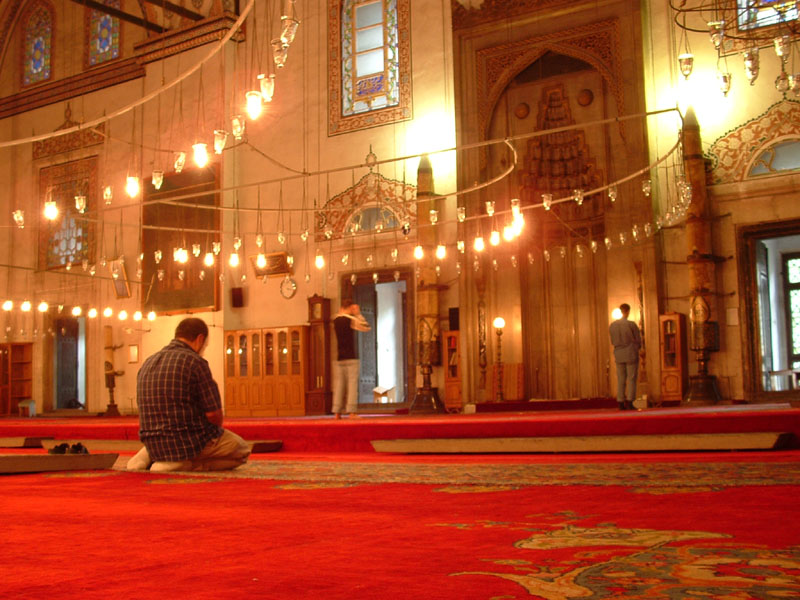
Interior

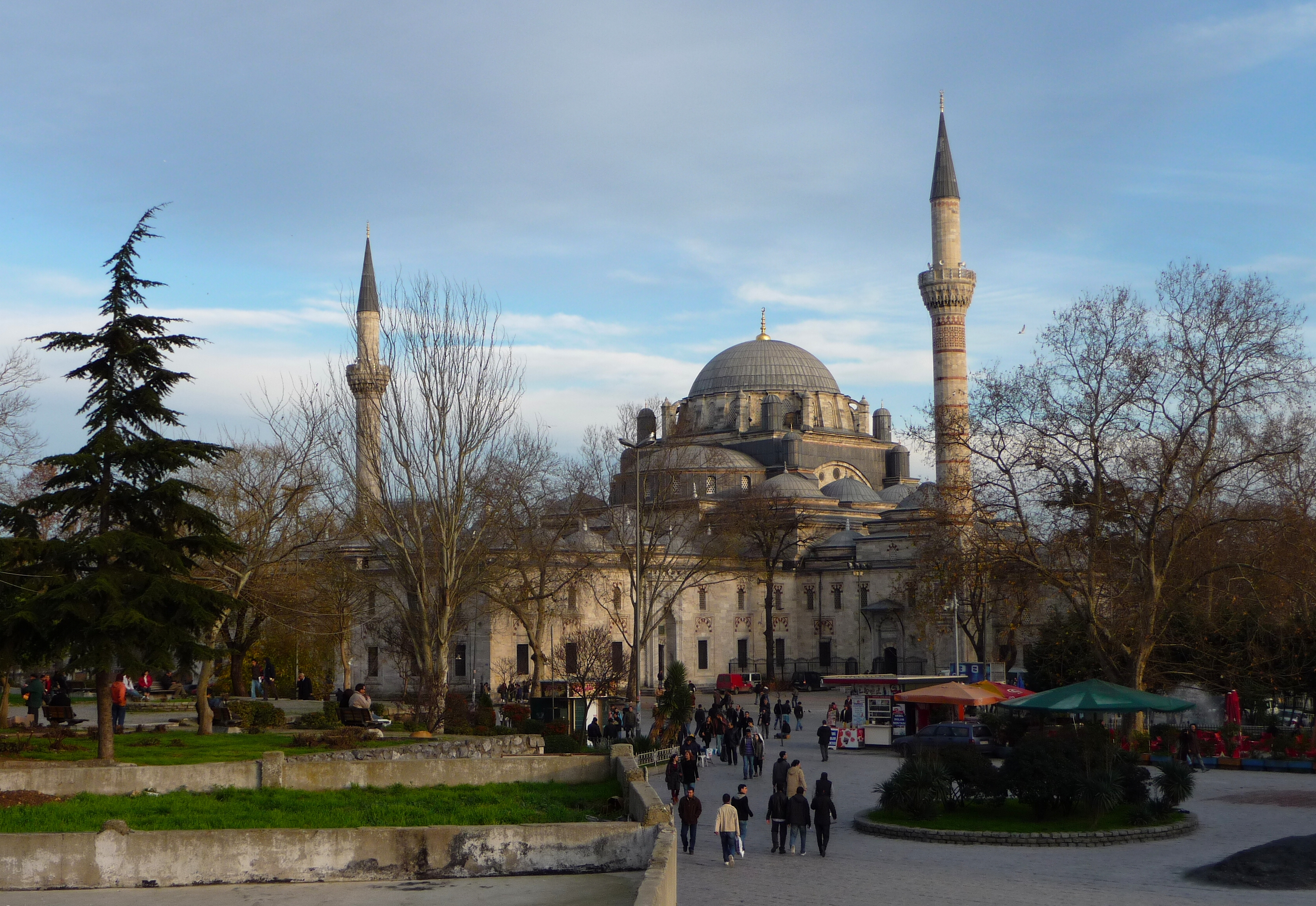
Una altra vista exterior de la mesquita

La Mesquita de Bayezid (en turc: Bayezid o Beyazit Camii) és una mesquita otomana situada al districte de Fatih, Istanbul, Turquia.La mesquita se situa a l'àrea i plaça del mateix nom, al costat del lloc on s'alçava el Fòrum de Teodosi de l'antiga Constantinoble.

## Història
La mesquita fou encarregada pel sultà Bayezid el 1501. Fou la segona gran mesquita imperial construïda a Istanbul després de la conquesta turca de la ciutat. Les pedres usades en la construcció van ser espoliades de la famosa església de la Font Donadora de la Vida, que havia estat destruïda pels turcs.
Com que la primera mesquita imperial, la del Conqueridor, va ser destruïda per terratrèmols, el primer poc després de la conclusió de la Mesquita de Bayezid, fou reconstruïda en un estil diferent de l'original, el "conjunt Bayezid" té una gran importància històrica i arquitectònica. Del seu arquitecte, Iacube Sa ibne Sultan Sa, poc se sap a més que també fou l'autor d'un caravanserrall de Bursa. L'estil de la mesquita, però, revela que l'arquitecte tenia bons coneixements sobre arquitectura otomana anterior i sobre tècniques occidentals d'arquitectura. El külliye (conjunt d'edificis amb fins socials i d'educació) que l'envolta daten de la mateixa època de la mesquita i en formen part una madrassa (escola islàmica), una escola primària, un imaret (refectori de beneficència) i un bany turc.
La cúpula es va reconstruir parcialment després d'un terratrèmol del 1509 i l'arquitecte imperial Mimar Sinan va dirigir-ne altres restauracions entre els 1573 i 1574. Els minarets originals es van cremar separadament el 1683 i el 1764. Una inscripció damunt de l'entrada del pati indica que el 1767 se'n feren més reparacions.

## Arquitectura

### Exterior
L'eix de la mesquita està orientat cap al nord-oest-sud-est. Al nord-oest hi ha un pati l'àrea del qual és pràcticament igual a la de la mesquita. El pati té portals monumentals en cada costat, i és un peristil amb vint columnes antigues de pòrfir i granit provinents d'antigues esglésies i altres ruïnes. La columnata és coberta per 24 petites cúpules als quatre costats i el paviment és de marbre multicolor.
La mesquita pròpiament dita és un quadrat amb 40 metres de costat, amb una cúpula de 17 metres de diàmetre. L'estructura està construïda de manera que la cúpula central descansa en quatre semicúpules que l'envolten. Tota la pedra és provinent de ruïnes romanes properes.

### Interior
L'interior va tenir com model la Basílica de Santa Sofia, però en menor escala. A més de la gran cúpula central, la nau és coberta amb amb semicúpules a l'oest i est, mentre que al nord i al sud s'estenen corredors laterals, cadascú amb quatre petites cúpules, que augmenten la longitud de la mesquita, però no estan dividits en galeries. La cúpula descansa damunt gegantescos pilars decorats. L'espai és il·luminat amb vint finestres a la base de la cúpula central i set finestres en cadascuna de les semicúpules, a més de dues fileres de finestres a les parets.
A l'oest, un corredor ample s'estén considerablement a més de l'estructura principal. Les ales laterals, projectades com quatre sales voltades on funcionava un hospital per a dervixos nòmades, s'integraren a la sala d'oració al segle xvi i ara consten de tres sales consecutives separades per arcades. A la fi d'aquestes ales hi ha dos minarets. L'antiga madrassa és actualment la Biblioteca Municipal d'Istanbul.

### Altres estructures
Darrere la mesquita hi ha un petit jardí on es troben les türba (mausoleus) del soldà Bayezid II, de la seua filla Seljuque Catum i del gran visir Koca Mustafa Raxide Paixà. A sota del jardí hi ha una arcada amb botigues les rendes de les quals es destinaven a la mesquita. L'arcada fou dissenyada per Mimar Sinan el 1580 i es restaurà en la dècada dels 1960. L'antic refetor es va ser convertir en la Biblioteca Estatal d'Istanbul pel sultà Abdul Hamid II el 1882 i conté més de 120.000 llibres i 7.000 manuscrits.